# Suha Punta
Koordinati:   44°45′40″N, 14°43′35″E
Suha Punta je turistično naselje na otoku Rabu (Hrvaška).
Suha Punta je hotelsko naselje z dvema hoteloma (H.Eva in H.Carolina), bungalovi in vilami. Naselje leži  sredi bujnega zelenja zahodno od mesta Raba, od katerega je oddaljena okoli 8 km. Naselje se razprostira na polotoku med zalivoma »Matovica« in »Veli Žal«. Plaža turističnega naselja je v zalivu »Matovica«.
V južnem delu zaliva »Veli Žal« sta dva manjša pomola bližnjega turističnega naselja.Ob pomolu lahko pristajajo plovila dolga do 8 m. Globina morja ob pomolu je do 2 m. Primerno je tudi sidrišče sredi zaliva, kjer je morje globoko do 7 m.
Tudi v zalivu »Matovica« je možno sidrati manjša plovila. Globina morja sredi zaliva je do 7 m. V poletnih mesecih je v zalivu veliko kopalcev, zato so preko dneva motorni čolni in jahte v zalivu nezaželeni.